# Władysław Jóźków
Ks. Władysław Jóźków (ur. 12 stycznia 1933 w Chorostkowie, woj. tarnopolskie, zm. 12 listopada 2019 w Legnicy) – polski duchowny katolicki, prałat. Od 2004 kapelan honorowy Ojca Świętego. Absolwent Wyższego Seminarium Duchownego we Wrocławiu (1958). Wieloletni proboszcz legnickiej parafii pw. Świętej Trójcy.

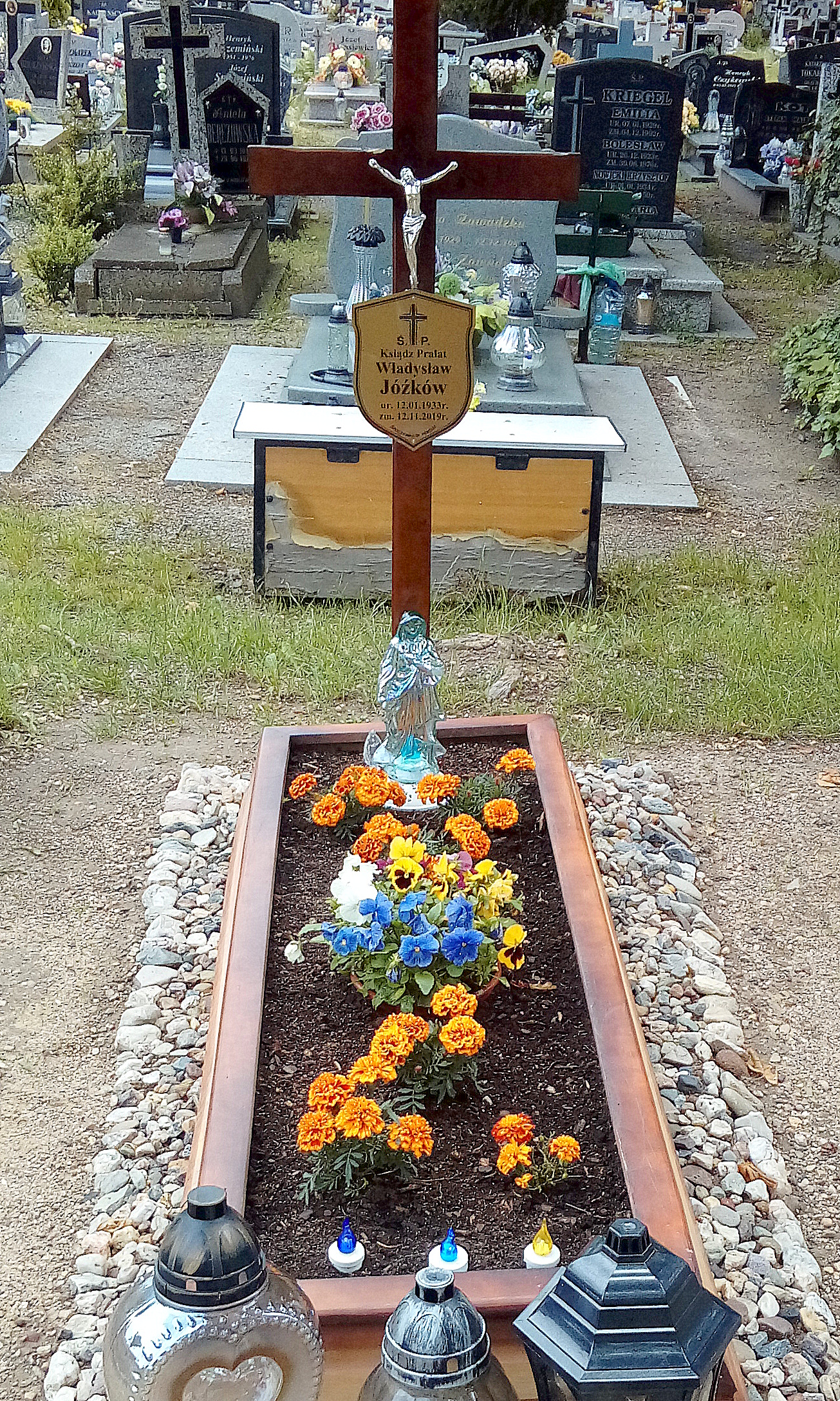
Grób ks. Władysława Jóźkowa na cmentarzu komunalnym w Legnicy

## Życiorys

### Młodość i wykształcenie
Urodził się 12 stycznia 1933 r. w Chorostkowie w województwie tarnopolskim, w diecezji lwowskiej, jako syn Pawła i Heleny z domu Kieba. Ochrzczony został w kościele parafialnym św. Michała Archanioła. Z powodu wojny do Szkoły Podstawowej uczęszczał z przerwami. Klasę IV ukończył w rodzinnej miejscowości. W 1946 r. z rodzicami, Pawłem i Heleną oraz braćmi, Mikołajem i Piotrem opuścił ojcowiznę i z innymi wysiedleńcami przybył na Ziemie odzyskane, do Czernicy koło Jeleniej Góry. Naukę kontynuował we Wleniu, a maturę zdał w I Liceum Ogólnokształcącym w Jeleniej Górze. Po maturze podjął studia teologiczne w Wyższym Seminarium Duchownym we Wrocławiu. Święcenia kapłańskie przyjął 15 czerwca 1958 r. z rąk ks. bp Bolesława Kominka.

### Kalendarium posługi duszpasterskiej
- 1958-1961 – Żary, parafia pw. Wniebowzięcia NMP – wikariusz
- 1961-1964 – Wrocław, parafia pw. Najświętszej Maryi Panny Częstochowskiej – wikariusz
- 1964-1966 – Legnica, parafia pw. Św. Trójcy – wikariusz
- 1966–1970 – Wierzbice, parafia pw. Bożego Ciała i NMP Częstochowskiej – administrator
- 1970-1976 – Legnica, ponownie parafia pw. Św. Trójcy – wikary dirygens
- 1976-2008 – Legnica, parafia pw. Św. Trójcy – proboszcz.

W latach 1980–1989 opiekun duchowy i kapelan „Solidarności”. Od 1989 diecezjalny kapelan Oddziału Związków Sybiraków w Legnicy.
Znaczącym w jego pracy duszpasterskiej był trud i siły wkładane w tworzenie nowych parafii, na terenie nowo powstałych osiedli w Legnicy. Przyczynił się do wybudowania kościoła na osiedlu Mikołaja Kopernika i powstania parafii pw. Matki Bożej Królowej Polski. Podobnie było z nowo tworzonymi parafiami; pw. Podwyższenia Krzyża i pw. Najświętszego Serca Pana Jezusa na osiedlu Piekary czy też parafii śś Joachima I Anny przy Alei Rzeczypospolitej legnickich Bielanach.
W 2010 był członkiem Społecznego Komitetu Zagłębia Miedziowego Poparcia Jarosława Kaczyńskiego w przedterminowych wyborach prezydenckich.
Zmarł w Legnicy, gdzie 15 listopada 2019 r. został pochowany na Cmentarzu Komunalnym (F1/3/9) .

## Wyróżnienia
- W roku 2010 wyróżniony przez władze miejskie Legnicy tytułem Honorowego Obywatela miasta[9].
- 11 grudnia 2010 wyróżniony odznaką Zasłużony dla NSZZ „Solidarność”[10][11].